# Athletenmosaike aus den Caracalla-Thermen

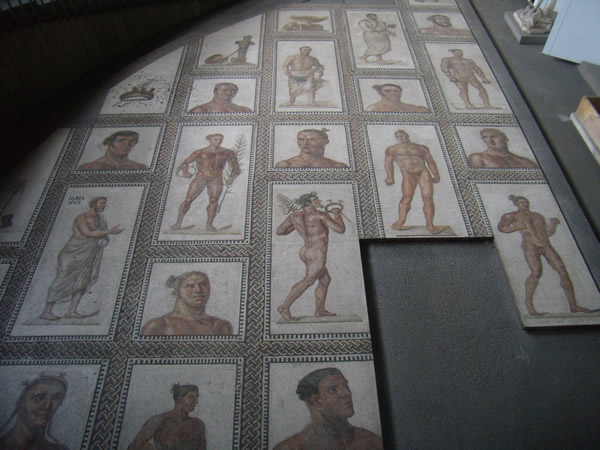
Eines der Athletenmosaike

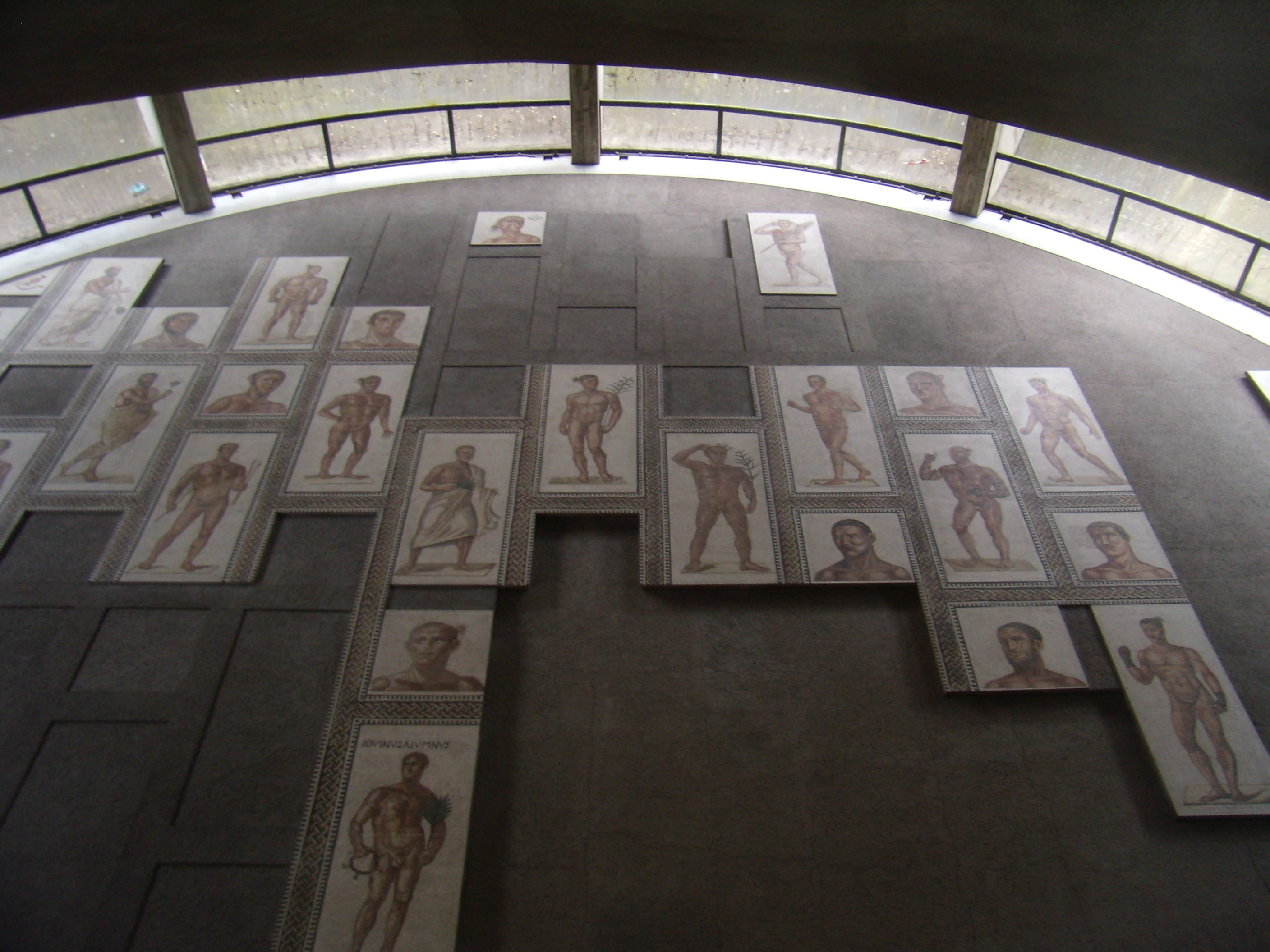
Das zweite Athletenmosaik

Die beiden Athletenmosaike aus den Caracalla-Thermen befinden sich heute in den Vatikanischen Museen. Sie wurden 1824 bei den Grabungen von Graf Egidio Di Velo in den Apsiden der Palästra der Caracalla-Thermen gefunden und 1838 in das Museum des Laterans gebracht. 1963 wurden sie in die Vatikanischen Museen überführt, wo sie noch heute zu sehen sind. Die beiden Böden bilden jeweils Halbkreise mit einem Durchmesser von etwa 24 Metern und zeigen in diversen Feldern lebensgroße Athletenfiguren, aber auch Büsten, Schiedsrichter und Sportgeräte sowie Wettkampfpreise. Die Athleten sind deutlich durch gewisse Attribute unterscheidbar. Es gibt Boxer, Diskuswerfer, Speerwerfer und Ringkämpfer. Sieger in einem Wettstreit sind mit Krone und Palmzweig dargestellt. Die Schiedsrichter tragen dagegen ein langes Gewand, haben einen Bart und eine Palme in der Hand. Mit der letzteren konnten sie Signale im Wettstreit geben. Geräte sind in den Feldern am Rand der Mosaike dargestellt, dort wo die Felder nicht mehr rechteckig sind, da sie in den Halbkreis der Randung der Mosaiken schneiden.
Die Figuren stehen jeweils auf einer kleinen angedeuteten Standlinie, wobei der Hintergrund ansonsten leer ist. Die Büsten ruhen dagegen auf den Dekorbändern, die die Felder rahmen. Die Figuren wirken realistisch und werden in der Literatur manchmal sogar als brutal beschrieben. Sie stellen aber wohl eher Stereotype von Athleten dar.
Die Datierung der Mosaiken ist umstritten und variiert zwischen der Regierungszeit von Caracalla (211 bis 217 n. Chr.), unter dem die Thermen errichtet wurden, und dem 4. Jahrhundert. Es gibt jedoch keine stichhaltigen Gründe anzunehmen, dass die Mosaiken später als die Thermen entstanden sind.
Wenn die Datierung unter Caracalla zutrifft, so sind die Mosaiken kunstgeschichtlich von Bedeutung. Die Mosaiken versuchen nicht mehr Malereien zu kopieren, wie es noch im 2. Jahrhundert bei figürlichen Mosaiken die Regel war, sondern sind schematischer und breiter angelegt und deshalb eher dem Medium Mosaik angepasst.